# Nostoc commune
Nostoc commune es una cianobacteria cosmopolita cuyas colonias crecen en los suelos húmedos, sobre musgos y hierbas, y al lado de arroyos o charcos.

## Descripción
Las colonias de cianobacterias de Nostoc commune son de consistencia gelatinosa, de color azul verdoso y se diferencian del Nostoc sphaericum por crecer en tapetes macroscópicos y colonias gelatinosas. Al inicio de su desarrollo tienen formas esféricas pero luego se tornan irregulares, filiformes y foliares.
Son consideradas 'algas verde azuladas' por algunas personas. Si bien no son propiamente algas ya que las algas están compuestas por células eucariotas mientras que las cianobacterias se componen de células procariotas, se comportan como ellas al generar su propio alimento a través de la fotosíntesis oxigénica en el agua.

## Distribución y hábitat
Las colonias de N. commune se encuentra en muchos países del mundo. Es capaz de sobrevivir en condiciones extremas en regiones polares y áreas áridas. Es una especie terrestre y de agua dulce. Forma matas sueltas en el suelo, grava y superficies pavimentadas, entre musgos y entre cantos rodados.

## Taxonomía
Nostoc commune fue descrita por primera vez por Jean Pierre Étienne Vaucher y la descripción publicada por Bornet & Flahault en Annales des Sciences Naturelles, Botanique, Septième Série 7: 177-262 en 1888.
Sinonimia
- Nostocella communis Gaillon
- Tremella nostoc Linnaeus, 1753
- Ulva pruniformis Linnaeus, 1753
- Nostoc kurzianum Zeller, 1873

## Importancia económica y cultural

### Uso gastronómico
Se comen como ensalada en Filipinas y también se come en Indonesia, Japón y China. En Bolivia se consume en platos tradicionales como la sopa de llullucha o el kkachu chupi.

## Nombres comunes
- Alga, cushuro, llayta, llullucha, murmunta[3]